# Miguel Ximénez
Miguel Alejandro Ximénez Acosta (ur. 26 sierpnia 1977 w Maldonado) – urugwajski piłkarz grający na pozycji środkowego napastnika. Karierę piłkarską zakończył w wieku 39 lat.

## Sukcesy klubowe
Mistrzostwo Urugwaju:
- 2006

Wicemistrzostwo Urugwaju:
- 2009

Mistrzostwo Peru:
- 2013